# 吉村軌一
吉村 軌一（よしむら きいち、生没年不詳）は江戸時代後期（幕末）から明治時代の山口県（旧周防国熊毛郡大野村、現・平生町）の人物。岩田茂穂などとともに本の翻訳に携わった。

## 人物
熊毛郡大野村の村長であり、同村の漢学者落合敦の助太刀によって有斐学館という私塾を開いた。この塾では英漢数の3学科を教授していたと言う。
国木田独歩と親交があり、独歩の小説にも登場する軌一の長女君子（1879-1921）は独歩に英語を教わった。

## 翻訳
- クリシイ（英語版）『万国有名戦記』陸軍文庫、1884年（岩田茂穂と共訳）NDLJP:768662
- 鞠浦詩苑1893年（落合敦と共に翻訳）（出版社・有斐学館）[1]